# Слобода (Карачевский район)
Слобода (Слободка) — деревня в Карачевском районе Брянской области, в составе Карачевского городского поселения. 

Расположена у юго-восточной окраины города Карачева, примыкает к городской черте. Население — 230 человек (2010).

## История
Возникла не позднее XVIII века; первоначальное название — Новая Слобода. Входила в приход Всехсвятской церкви города Карачева; во многих старинных документах считается частью города.
До 2005 состояла в Первомайском сельсовете.
В 1964 году в состав деревни включен посёлок Прилепы.
| Годы      | 1926 | 1979 | 1989 | 2002 | 2010 |
| --------- | ---- | ---- | ---- | ---- | ---- |
| Население | 414  | 429  | 276  | 243  | 230  |

## Известные уроженцы
Антони́на Фёдоровна Худяко́ва (1917—1998) — советская летчица, участница Великой Отечественной войны. Заместитель командира эскадрильи 46-го гвардейского ночного бомбардировочного авиационного полка 325-й ночной бомбардировочной авиационной дивизии, гвардии старший лейтенант, Герой Советского Союза.